# NGC 4450
NGC 4450 est une galaxie spirale située dans la constellation de la Chevelure de Bérénice. NGC 4450 a été découverte par l'astronome germano-britannique William Herschel en 1784.

## Caractéristiques
La classe de luminosité de NGC 4450 est I-II et elle présente une large raie HI. C'est aussi une galaxie LINER, c'est-à-dire une galaxie dont le noyau présente un spectre d'émission caractérisé par de larges raies d'atomes faiblement ionisés.

### Distance
Sa vitesse par rapport au fond diffus cosmologique est de 2 275 ± 23 km/s, ce qui correspond à une distance de Hubble de 33,56 ± 2,37 Mpc (∼109 millions d'al).
À ce jour, deux douzaines de mesures non basées sur le décalage vers le rouge (redshift) donnent une distance de 15,083 ± 3,360 Mpc (∼49,2 millions d'al), ce qui est loin à l'extérieur des valeurs de la distance de Hubble. Cette galaxie, comme plusieurs de l'amas de la Vierge, est relativement rapprochée du Groupe local et on obtient souvent une distance de Hubble très différente en raison de leur mouvement propre dans le groupe où dans l'amas où elles sont situées. La distance de 15.083 Mpc est sans doute plus près de la réalité. Selon ces deux mesures, NGC 4450 se dirige vers le centre de l'amas en direction opposée à la Voie lactée. Notons que c'est avec la valeur moyenne des mesures indépendantes, lorsqu'elles existent, que la base de données NASA/IPAC calcule le diamètre d'une galaxie.

### Galaxie de Seyfert
```
NGC 4450 est une 
galaxie active
 de type 
Seyfert
 3
[
1
]
.
```

## Morphologie
NGC 4450 a été utilisée par Gérard de Vaucouleurs comme une galaxie de type morphologique SAB(s)ab dans son atlas des galaxies,.
Eskridge, Frogel et Pogge ont publié un article en 2002 décrivant la morphologie de 205 galaxies spirales ou lenticulaires rapprochées. Les observations ont été réalisées dans la bande H de l'infrarouge et dans la bande B (le bleu). Selon Eskridge et ses collègues, NGC 4450 est de type (R)Sa dans la bande B et SBab dans la bande H. Le noyau ponctuel de NGC 4450 est encastré dans un bulbe elliptique. Le bulbe est traversé par une barre de fort contraste dont l'angle de position est décalé d'environ 20° par rapport à celui du bulbe. Deux bras étroits et de faible contraste sont étroitement enroulés. Ils émergent des extrémités de la barre et ils sont visible sur plusieurs tours avant de s'estomper dans le disque. L'angle de position des isophotes du disque externe est aligné avec celui du bulbe et non avec celui de la barre.

### Disque galactique tronqué
NGC 4450 présente un disque tronqué, et en raison de son mouvement dans le milieu intergalactique dans l'amas de la Vierge, elle subit une pression dynamique qui la dépouille de ses gaz.

## Une galaxie anémique
La galaxie NGC 4450 renferme peu de régions de formation d'étoiles et elle contient peu d'hydrogène neutre comparé aux autres galaxies spirales similaires. Ces deux caractéristiques lui valent d'être classifié comme une galaxie anémique.

## Trou noir supermassif
En l'année 2000, en utilisant le télescope spatial Hubble, Hans-Walter Rix (en) et ses collègues ont découvert que le bulbe central de NGC 4450 renfermait un trou noir supermassif.
Une étude publiée en 2009 et basée sur la vitesse interne de la galaxie a aussi été réalisée en utilisant le télescope Hubble. Selon cette étude, la masse du trou noir supermassif au centre de NGC 4435 serait comprise entre 65 et 240 millions de {\displaystyle M_{\odot }}.

## Groupe de M60 et l'amas de la Vierge
NGC 4450 apparait dans une liste de 227 galaxies d'un article publié par Abraham Mahtessian. Cette liste comporte plus de 200 galaxies du New General Catalogue et une quinzaine de galaxies de l'Index Catalogue. On retrouve dans cette liste 11 galaxies du Catalogue de Messier, soit M49, M58, M60, M61, M84, M85, M87, M88, M91, M99 et M100.
Toutes les galaxies de la liste de Mahtessian ne constituent pas réellement un groupe de galaxies. Ce sont plutôt plusieurs groupes de galaxies qui font tous partie d'un amas galactique, l'amas de la Vierge. Pour éviter la confusion avec l'amas de la Vierge, on peut donner le nom de groupe de M60 à cet ensemble de galaxies, car c'est l'une des plus brillantes de la liste. L'amas de la Vierge est en effet beaucoup plus vaste et compterait environ 1300 galaxies, et possiblement plus de 2000, situées au cœur du superamas de la Vierge, dont fait partie le Groupe local,.
De nombreuses galaxies de la liste de Mahtessian se retrouvent dans onze groupes décrits dans un article d'A.M. Garcia, soit le groupe de NGC 4123 (7 galaxies), le groupe de NGC 4261 (13 galaxies), le groupe de NGC 4235 (29 galaxies), le groupe de M88 (13 galaxies, M88 = NGC 4501), le groupe de NGC 4461 (9 galaxies), le groupe de M61 (32 galaxies, M61 = NGC 4303), le groupe de NGC 4442 (13 galaxies), le groupe de M87 (96 galaxies, M87 = NGC 4486), le groupe de M49 (127 galaxies, M49 = NGC 4472), le groupe de NGC 4535 (14 galaxies) et le groupe de NGC 4753 (15 galaxies). Ces onze groupes font partie de l'amas de la Vierge et ils renferment 396 galaxies. Certaines galaxies de la liste de Mahtessian ne figurent cependant dans aucun des groupes de Garcia et vice versa.

## Galerie

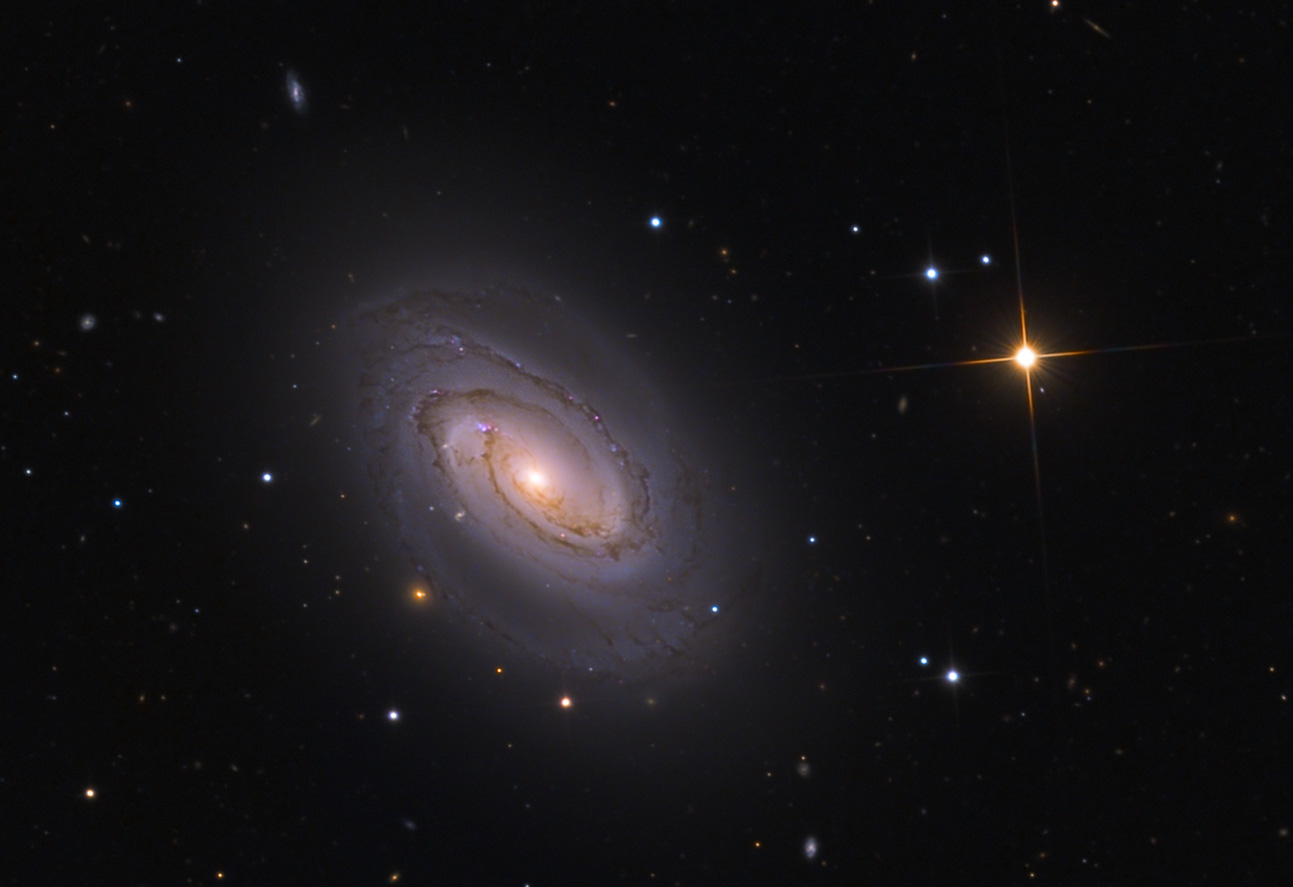
NGC 4450 par Adam Block (Observatoire du mont Lemmon/Université de l'Arizona).
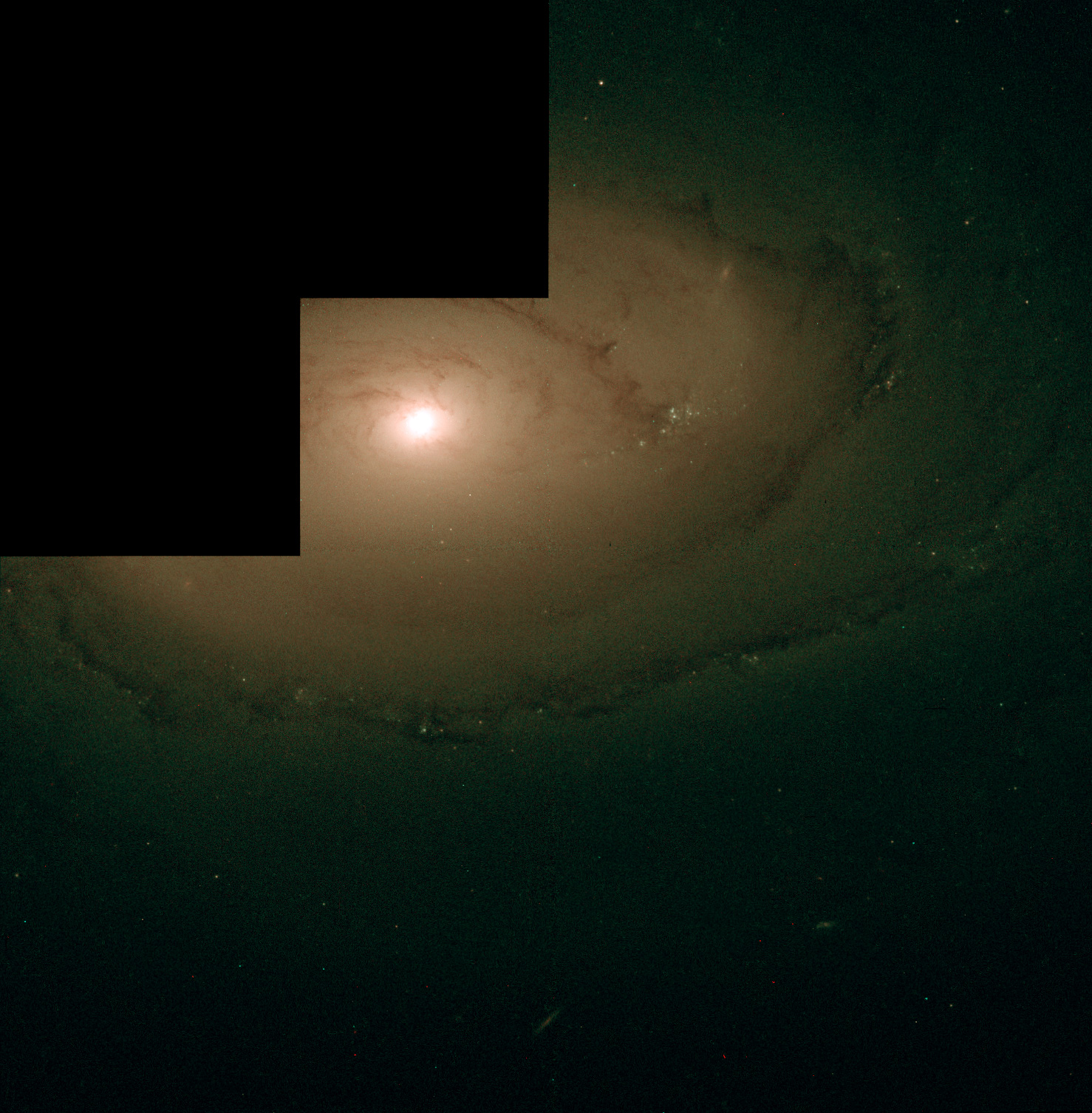
NGC 4450 par le télescope spatial Hubble.
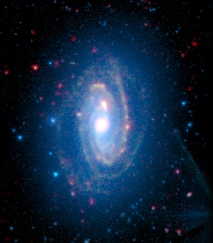
NGC 4450 en ultraviolet par le télescope spatial Spitzer.